# 帕维尔·波卢博亚罗夫
帕维尔·帕夫洛维奇·波卢博亚罗夫（俄语：Павел Павлович Полубояров，1901年6月16日—1984年9月17日）苏联军事领袖、装甲兵元帅、苏联英雄。

## 生平
1901年出生于图拉。俄罗斯族。1919年11月自愿参加红军。1920年加入俄国共产党（布）。
1920年，毕业于图拉步兵指挥学校。1926年9月，毕业于列宁格勒军事装甲汽车学校。1926年9月至1927年10月，任哈尔科夫摩托化第3团排长。1927年10月至1929年12月，任别尔季切夫装甲第12营训练排排长。1929年12月至1931年4月，基辅步兵第45师装甲营营长。1931年4月至11月，在喀山军事学校进修。1931年11月至1932年5月，任基辅某训练坦克团参谋长。1932年5月至1934年11月，任乌克兰军区装甲兵主任助理、第一部部长。1934年11月至1938年11月，在工农红军机械化和摩托化学院学习（现马林诺夫斯基装甲部队学院）。1938年11月至1940年6月，任外贝加尔军区装甲坦克兵主任。1939年，参加了诺门罕对日作战。
1940年6月至1941年1月，任外贝加尔军区第17集团军副司令。1940年11月至1941年1月，在总参谋部军事学院进修。1941年1月至1941年3月，转任列宁格勒军区装甲坦克兵主任。1941年3月至1941年6月，任波罗的海沿岸军区装甲坦克兵主任。1941年6月至1942年3月，任西北方面军汽车装甲坦克兵主任。1942年3月至1942年8月，任加里宁方面军副司令。1942年8月7日，被任命为坦克第17军军长，先后加入沃罗涅日方面军、西南方面军。同年12月，奉命进行小土星行動，领导第17军奇袭敌军后方，成功解放坎特米罗夫卡。1943年1月27日，第17军晋升更名为近卫坦克第4集团军。随后，领导军队参加了斯大林格勒战役、库尔斯克会战、利沃夫-桑多梅日攻勢、維斯瓦河-奧德河攻勢、柏林戰役和布拉格攻勢等战役战斗。1945年5月29日，在德累斯顿的行动中获得苏联英雄荣誉称号。
战后1946年4月至1946年7月，任近卫坦克第5集团军司令。1946年7月至1949年3月，任机械化第5集团军司令。1949年3月至1954年，任装甲坦克和机械化兵第一副司令、副总司令。1954年1月至1961年1月，历任装甲坦克兵副主任、主任。1961年1月至1969年5月，任坦克兵主任。
1969年5月至1984年9月，国防部总监察组成员。1984年9月17日在莫斯科逝世。安葬于莫斯科新圣女公墓。
主要荣誉：苏联英雄荣誉称号、列宁勋章及金星奖章各一枚（1945年5月29日）、列宁勋章三枚、十月革命勋章一枚（1971年6月15日）、红旗勋章五枚、二级苏沃洛夫勋章二枚、二级库图佐夫勋章二枚、红星勋章二枚、三级在苏联武装力量中为祖国服务勋章一枚，奖章多枚，以及包括捷克斯洛伐克红旗勋章在内的国外勋章多枚。

## 军衔
- 坦克兵少将（1942年11月10日）
- 坦克兵中将（1943年3月19日）
- 坦克兵上将（1949年5月11日）
- 装甲兵元帅（1962年4月28日）[4]

## 图集

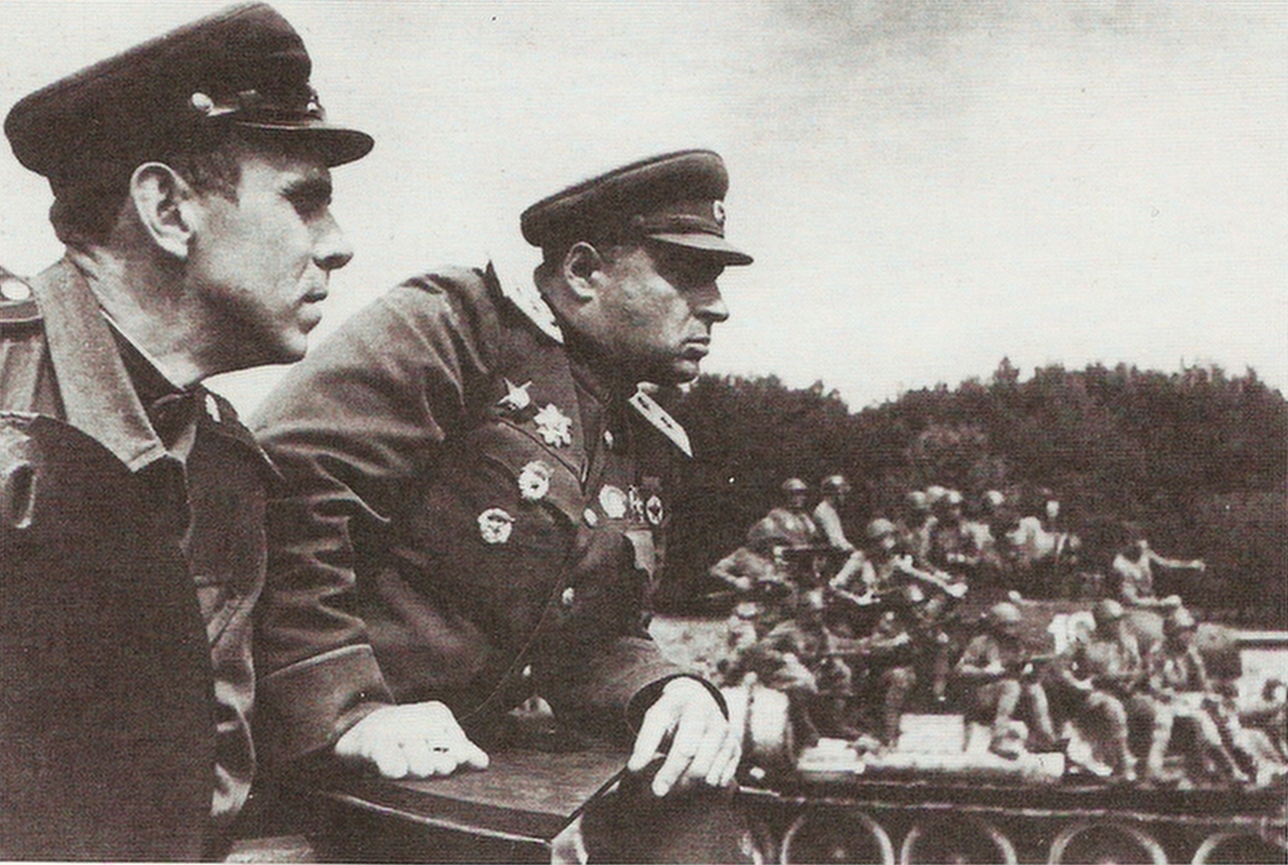
1944年，近卫坦克第4军军长波卢博亚罗夫
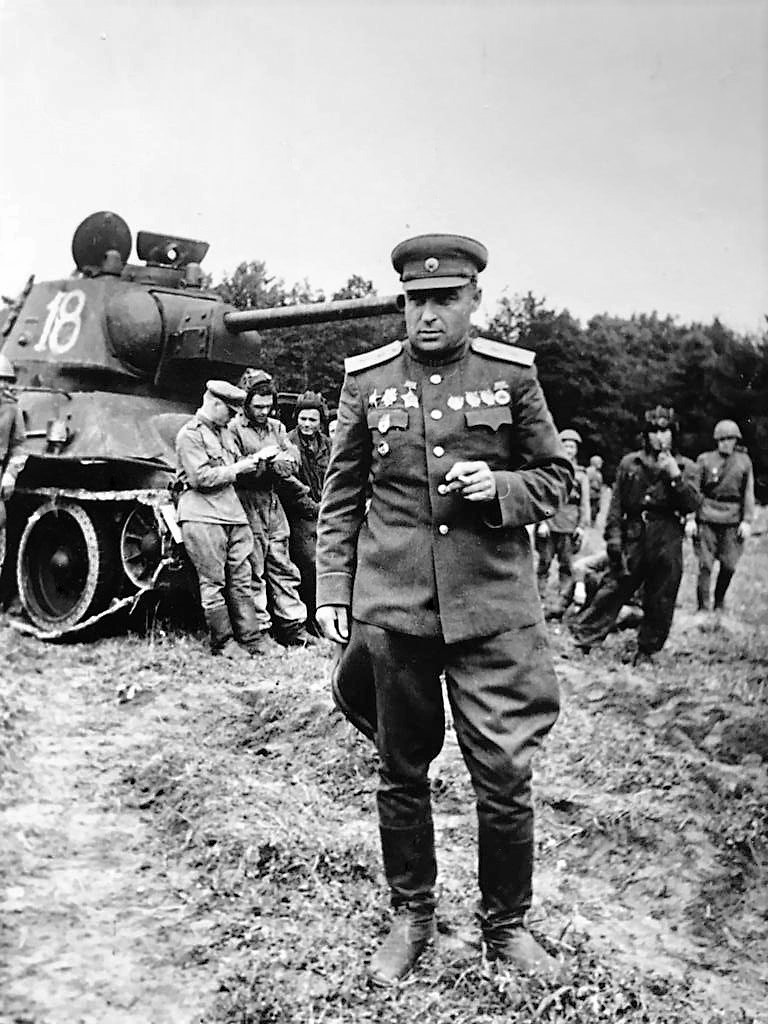
1944年
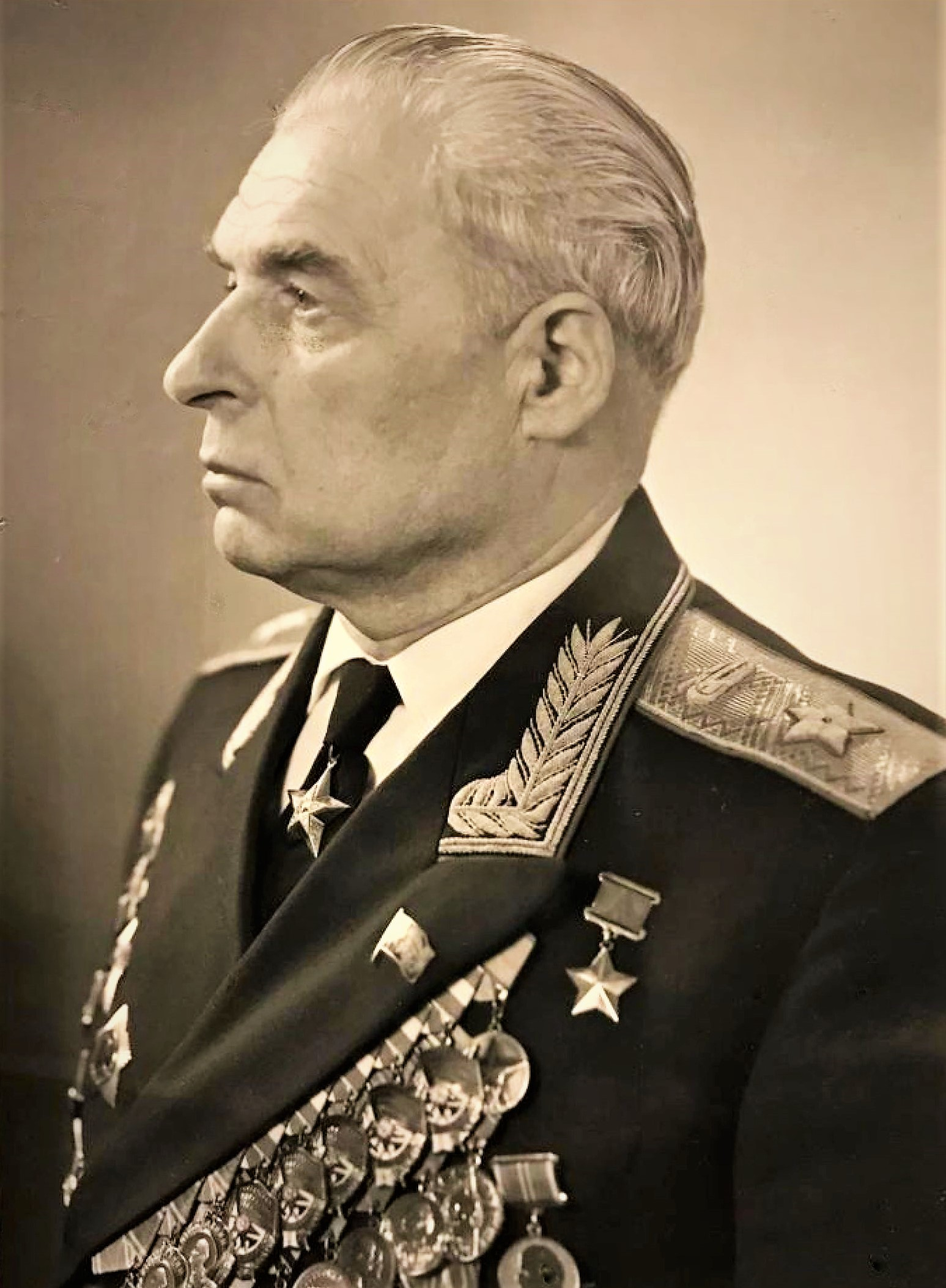
1970年
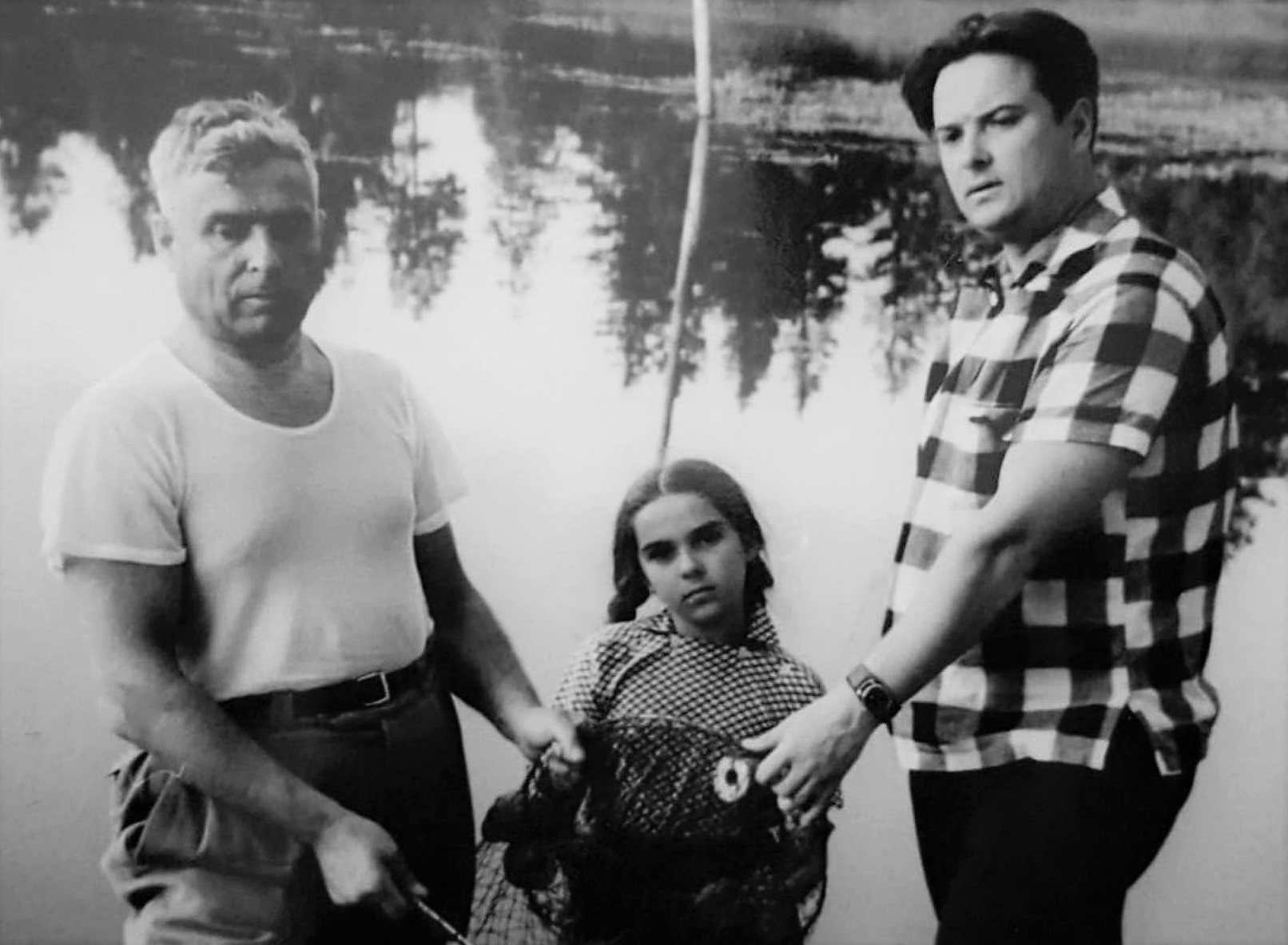
波卢博亚罗夫与儿子弗拉基米尔和孙女叶琳娜钓鱼
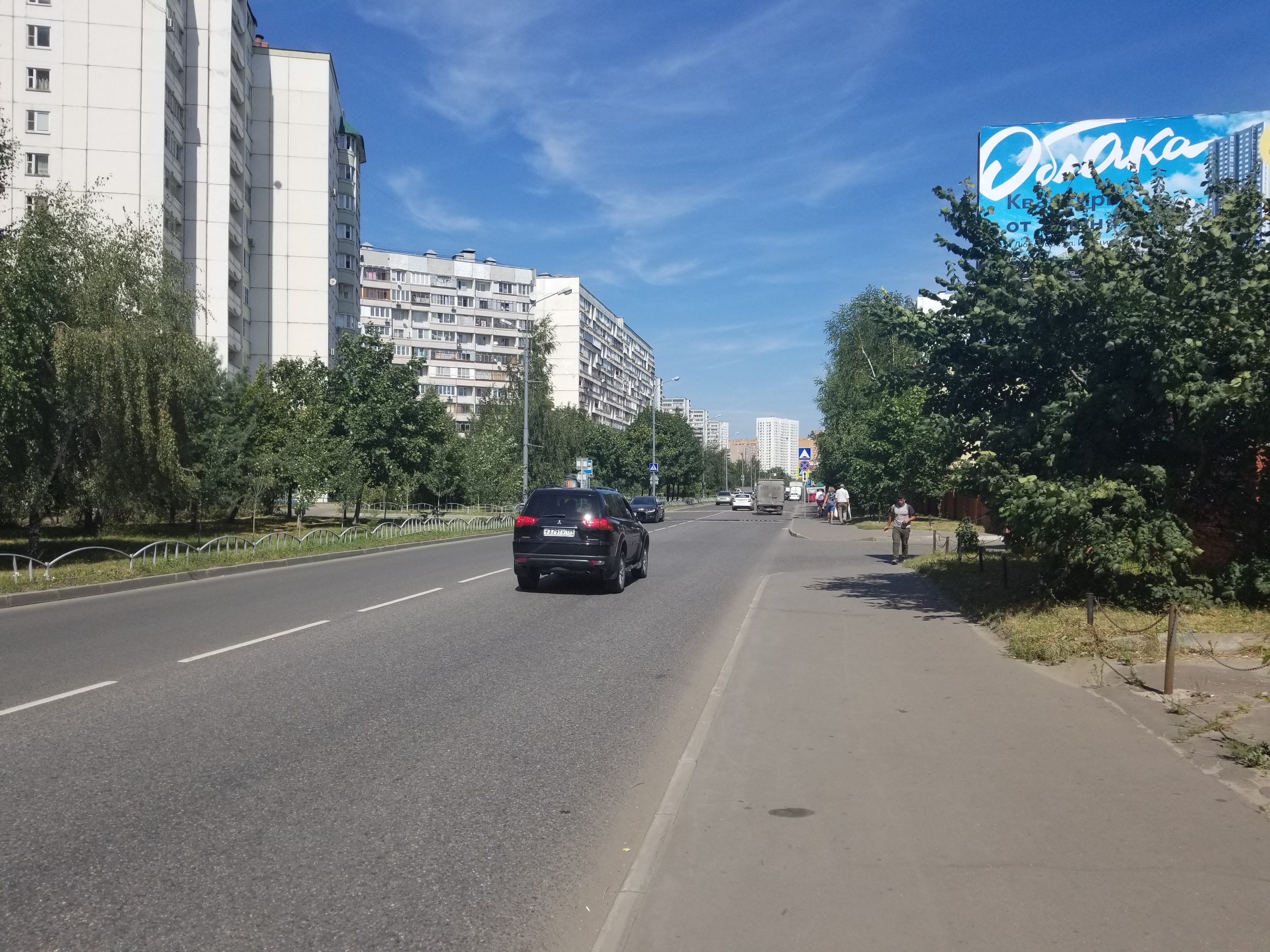
波卢博亚罗夫元帅大街（位于莫斯科东南行政区）